# Louis Gantois
Louis Charles Gantois, född 15 november 1929 i Saint-Maur-des-Fossés, död 2011, var en fransk kanotist.
Gantois blev olympisk bronsmedaljör i K-1 1000 meter vid sommarspelen 1952 i Helsingfors.